# Nema Segara
Nema Segara ps. Żelazna Pięść (ur. ok. 1963 w Bamako) – Dogonka, podpułkownik sił powietrznych Mali, pierwszą w historii Mali kobieta–oficer walcząca na froncie, pierwsza w historii Afrykanka–absolwent Szkoły Wojennej Sił Powietrznych Stanów Zjednoczonych.
W armii od 1986 roku, szkoliła się i pracowała we Francji, w Nigerii, Senegalu i Liberii. Od 2012 roku ponownie w Mali, dokąd wróciła po rozpoczęciu tuareskiego powstania.